# ۱۰۰ خیابان
۱۰۰ خیابان (به انگلیسی: 100 Streets) یک فیلم درام انگلیسی به کارگردانی جیم اوهانلون و بازیگری ادریس البا است.

## بازیگران
- ادریس البا به عنوان مکس[۴]
- جما آرنتون به عنوان امیلی
- فرانتز درامه به عنوان کینگزلی
- کن استات به عنوان ترنس
- کیرستون وارینگ به عنوان کتی
- چارلی کرید-مایلز به عنوان جورج
- تام کالن به عنوان جیک
- رایان گیج به عنوان وینسنت

## تولید
نویسنده و تهیه‌کننده لئون باتلر این فیلم نامه را نوشت و همچنین به‌طور جداگانه کل بودجه ۳ میلیون پوندی را از محل سهام خصوصی جمع‌آوری کرد.

## انتشار
این فیلم در ۱۱ نوامبر ۲۰۱۶ در انگلستان اکران شد و در سینماهای ایالات متحده در تاریخ ۱۳ ژانویه ۲۰۱۷ توسط ساموئل گلدنوین فیلمز اکران شد.

## بازخورد
در روتین تومیتوز، فیلم بر اساس ۳۹ بررسی ۴۱ درصد نمره و میانگین نمره ۴٫۸۴ از ۱۰ را دارد.
در متاکریتیک، فیلم بر اساس بررسی‌های از ۱۲ منتقدان، ۴۴٪ امتیاز دارد و نشان از «بررسی‌های متوسط» دارد.

### جوایز
| سال  | اتحادیه             | دسته‌بندی      | گیرنده     | نتیجه    |
| ---- | ------------------- | ------------- | ---------- | -------- |
| ۲۰۱۷ | جایزه تنوع رسانه ای | فیلم برتر سال | ۱۰۰ خیابان | نامزدشده |